# Bois-des-Angles British Cemetery
Bois-des-Angles British Cemetery is een Britse militaire begraafplaats met gesneuvelden uit de Eerste Wereldoorlog en gelegen in de Franse gemeente Crèvecœur-sur-l'Escaut (Noorderdepartement). De begraafplaats werd ontworpen door William Cowlishaw en ligt langs de weg van Villers-Outréaux naar Lesdain op ruim 6 km ten zuiden van het centrum (Église Saint Martin). Ze heeft een smalle rechthoekige vorm met een oppervlakte van 506 m² en wordt omsloten door een natuurstenen muur afgedekt door witte boordstenen. Via een open toegang en twee halfcirkelvormige trappen met tien treden bereikt men het niveau met de graven. Op ongeveer een derde van de lengte van de begraafplaats staat het Cross of Sacrifice geflankeerd door twee zitbanken. Achteraan staat een schuilhuisje met een boogvormige doorgang en een zitbank. 
In twee perken liggen 177 Britten (waaronder 9 niet geïdentificeerde) in drie evenwijdige rijen begraven.
De begraafplaats wordt onderhouden door de Commonwealth War Graves Commission.

## Geschiedenis
Crevecoeur-sur-L'Escaut was reeds sedert het begin van de oorlog door de Duitsers bezet maar werd op 1 oktober 1918 door de New Zealand en de 3th Division veroverd. De begraafplaats werd halverwege oktober 1918 door de 21st Division aangelegd en na de wapenstilstand uitgebreid door de overbrenging van graven uit twee begraafplaatsen, nl: Bel-Aise Farm Cemetery (52 doden) en Mortho Wood Cemetery (75 doden), beide in Crevecoeur-sur-L'Escaut. Voor één slachtoffer werd een Special Memorial opgericht omdat hij oorspronkelijk in Bel-Aise Farm Cemetery was begraven maar waar zijn graf niet meer teruggevonden werd.

## Onderscheiden militairen
- sergeant Frederick James Porter en soldaat Fred Bocking, beide van de Royal Fusiliers en de korporaals G. Webb en LLewellyn Jones, beide van de Royal Welsh Fusiliers werden onderscheiden met de Military Medal (MM).